# C-18 (Dragon Ball)
Pour les articles homonymes, voir C18.
C-18 (人造人間１８号, Jinzōningen jū-hachigō), de son vrai nom Lazuli (ラズリ, Razuri), est un personnage de fiction créé par Akira Toriyama dans le manga Dragon Ball en 1984.
Elle et son jumeau, C-17, ont été transformés de force en cyborgs par le Dr Gero pour assouvir sa vengeance contre Goku. La version actuelle du personnage a peu ou pas d'intérêt à respecter les ordres de Gero et devient un personnage majeur de la série après avoir épousé le meilleur ami de Goku, Krillin.
Dans une autre chronologie, C-18 est une tueuse impitoyable qui a initié un règne de terreur avec C-17 sur Terre qui a duré vingt ans, jusqu'à ce qu'ils soient détruits par Trunks.

## Création et conception
C-18 et C-17 ont été conçus officiellement par Kazuhiko Torishima, l'ancien rédacteur en chef d'Akira Toriyama après avoir désapprouvé C-19 et C-20 en tant que méchants de la saga cyborgs. Après l'introduction des nouveaux personnages dans la série, Torishima toujours insatisfait de C-18 et de C-17, ce qui entraîne la création du personnage de Cell. Akira Toriyama a déclaré qu’il était satisfait de C-18 parce qu’il s’agissait d’un type de fille qu’il n’avait jamais dessiné, et qu’il aimait ses yeux en amande.
Yūsuke Watanabe, qui a écrit le scénario du film Dragon Ball Z: La bataille des dieux , avait initialement écrit le film qui devait se dérouler sur C-18 et le mariage de Krillin, mais Akira Toriyama l’a écrit pour que le film se déroule à la fête d’anniversaire de Bulma. Watanabe pensait que Toriyama avait fait le changement parce qu'il voulait que les fans imaginent le mariage par eux-mêmes.  Dans le livre promotionnel de Battle of Gods , Toriyama la dessina avec des cheveux mauves.

## Biographie fictive

### Origine
Initialement humaine, elle est transformée en cyborg par le Dr Gero, tout comme son jumeau, C-17. Après la défaite de C-19 contre Vegeta, Gero se réfugie dans son laboratoire. Il sort alors C-17 et elle de leur sommeil artificiel, pour qu'ils s'occupent de Son Goku et de ses amis à sa place. Mais les deux cyborgs, qui n'acceptent pas d'être sous le contrôle de Gero, qui possède une télécommande permettant de les désactiver en cas de besoin, se retournent contre leur créateur et l'éliminent, ils activent ensuite C-16 par pure curiosité et quittent ensemble le laboratoire.
Elle sera la première des trois nouveaux cyborgs à combattre, après le refus de C-16 contre Vegeta. Le prince des Saiyans la domine, mais se heurte à sa grande résistance, ce qui l'épuise. Elle profite de cela pour torturer ce dernier en lui fracassant le bras.
Les autres arrivent alors en renfort, mais sont tous contrés par C-17. Vegeta finit par s'évanouir après un dernier assaut échoué.
Cependant, lorsque Cell, qui souhaite absorber les deux cyborgs pour atteindre le « corps parfait », parvient à les retrouver, ils ne peuvent rien faire contre lui. Alors que C-17 a été absorbé par Cell, Krilin a la possibilité de la désactiver pour la détruire ensuite, afin que Cell ne puisse l'absorber, mais il est tombé amoureux d'elle et renonce à la détruire, si bien que Cell finit par l'absorber à son tour.
Plus tard, lors du Cell Game, Son Gohan transformé en Super Saiyan 2 assène un coup puissant à Cell, sous le coup de la colère. Sous la douleur, Cell la « vomit » involontairement, que Krilin récupère aussitôt pour s'en occuper.
Après la défaite de Cell, les amis de Son Goku font appel à Shenron, et Krilin émet le souhait qu'elle, toujours vivante, redevienne humaine, mais le souhait étant rejeté par Shenron au motif qu'un tel souhait dépasse ses compétences et qu'il ne peut donc agir sur eux, Krilin décide finalement de supprimer le dispositif d'explosion du corps des jumeaux, ce dernier souhait pouvant être exaucé. Elle réagit très froidement à cette faveur accordée par Krilin, et s'en va.
NB: Dans le jeu Dragon Ball Z: Kakarot, après la bataille contre Cell, elle remercie Krilin d'avoir supprimé son dispositif d'autodestruction. Ce dernier l'invite à sortir avec lui, et elle accepte. Après avoir trouvé un trésor avec l'aide de Gohan, le Terrien l'invite à dîner dans un restaurant.
Sept ans plus tard, elle épouse Krilin et ensemble, ils ont une fille : Marron. Comme le précise Krilin à un Son Goku étonné par leur union, C-18 est une véritable humaine légèrement modifiée par quelques implants cybernétiques et non un robot à part entière, elle est donc toujours apte à procréer.

### Boo
Sept ans après la mort de Cell, C-18 vit chez Tortue Géniale avec son mari et sa fille. Lorsque Son Gohan leur annonce le début du 25e Tenkaichi Budokai, ils décident de s'inscrire pour remporter la somme attribuée aux vainqueurs.
Lorsque le déroulement du tournoi est perturbé par le départ de son mari, Son Goku et de son entourage qui vont empêcher la résurrection de Boo, C-18 reste la seule véritable prétendante au titre pour affronter Mister Satan en finale. Sa puissance est de loin supérieure à celle de Mister Satan, mais celui-ci ne souhaite toutefois pas être ridiculisé devant le public en perdant le combat. Ils parviennent à un accord et C-18 le laisse gagner le combat à condition qu'il lui donne le double de l'argent promis au vainqueur.
Par la suite, elle sera transformée en chocolat et mangée par Boo lorsque celui-ci parvient à s'échapper de la salle de l'Esprit et du Temps. Elle est ressuscitée par Polunga pendant la bataille finale contre Boo et donne son énergie pour aider Son Goku à former le Genki Dama afin de tuer le monstre.

### Bataille entre dieux
Quelque temps après la défaite du Boo maléfique, C-18 est venue à l'anniversaire de Bulma avec Krilin, Marron et les autres à l'exception de Son Goku. La fête prend un tournant inattendu lorsque Beerus, le Dieu de la destruction, se met en colère après que le bon Boo refuse de partager les flans. C-18, avec Piccolo et Ten Shin Han, essayent d'affronter le Dieu de la destruction mais ils sont facilement battus.

### Le Tournoi du Pouvoir
Quelques mois plus tard, C-18 fait partie des dix combattants de l'univers 7 pour participer au tournoi du pouvoir organisé par le Roi Zeno (Krilin, Tortue Géniale, C-17, Son Goku, Son Gohan, Vegeta, Piccolo, Tenshinhan, Freezer et Boo initialement), qui voit s'affronter huit des douze univers où chaque univers perdant est complètement effacé. Sa puissance et son endurance sans limite font d'elle une adversaire redoutable, surtout quand elle et son frère se battent ensemble. Son combat le plus remarquable est contre Ribrianne, la guerrière la plus forte de l'univers 2 qu'elle arrive à battre après un combat intense. Vers la fin du tournoi, C-18 et ses coéquipiers restants sur l'arène (Freezer inclus après avoir obtenu la permission de quitter l'enfer pour participer au tournoi, il remplace Boo) sont confrontés aux quatre derniers membres de l'univers 3 fusionnés pour devenir Aniraza, une créature gigantesque qui s'attaque à eux. Durant l'affrontement, elle est presque dévorée par Aniraza mais est sauvée in-extremis par Goku qui parvient à la rattraper avant qu'elle ne tombe entre les mâchoires du géant. Lorsque C-17 tombe de l'arène en affrontant Aniraza, C-18 arrive à l'atteindre et à le renvoyer sur l'arène mais au prix de sa propre élimination. Elle sera profondément choquée par la mort apparente de son frère, qui décide de se sacrifier afin de sauver Son Goku et Vegeta de Jiren de l'univers 11, en s'auto-détruisant. À la surprise générale, C-17 survit et s'allie à Freezer afin de vaincre Jiren. Au cours de l'affrontement, Son Goku qui était extrêmement affaibli après avoir subi les contrecoups de l'Ultra Instinct, trouve la force de se relever et part aider Freezer et C-17. Freezer et Son Goku se sacrifient tous les deux en entraînant Jiren avec eux hors de l'arène, laissant C-17 seul.
Une fois déclaré vainqueur du tournoi, C-17 ayant obtenu les Super Dragon Balls, fait le vœu de ressusciter toutes les planètes que les Rois Zeno avaient détruit au cours du tournoi. Ce qui marque définitivement la fin du tournoi. Une fois rentré chez eux, C-18 et tous sont invités chez Bulma pour fêter la naissance de Bra. C-18 téléphone C-17 qui, quant à lui, part en croisière avec tous les animaux présents sur l'île qu'il gardait en vue.

### C-18 dans le futur alternatif
Dans le futur de Trunks (scène de la série plus le film), on connaît une autre version de C-18 qui ne diffère en rien au niveau physique de la version principale. Néanmoins, quatre différences sont marquées :
- cette version est moins puissante que la version précédente ;
- C-18 du futur voue une haine farouche envers les humains et les trouve ennuyeux, selon elle, ce serait la raison pour laquelle C-17 et elle-même causent le chaos sur Terre alors que C-18 du présent n'éprouve aucune haine envers les humains ;
- C-18 du futur combat beaucoup plus avec des projections d'énergie (kikohas) qu'au corps à corps. Avec l'aide de C-17, ils s'y mettent toujours à deux pour combattre leur adversaire, alors que celle du présent semble privilégier le un contre un ;
- cette meurtrière est beaucoup plus cruelle et plus impitoyable que celle qui combat Vegeta dans le présent. Elle n’hésite pas à tuer, détruire des villes, etc. rien que pour son plaisir alors que C-18 du présent semble être attirée par l'argent et préfère laisser ses adversaires en vie après leur défaite pour qu'ils s'améliorent, ou même les laissent la plupart du temps attaquer, contrairement à celle du futur.

### Super C-17
Bien qu'après la saga Cell, le rôle de C-18 dans la série reste assez discret, elle réapparaît brièvement dans Dragon Ball GT,, alors que son frère C-17 s'apprête à fusionner avec le nouveau C-17 créé par le Dr Gero et le Pr Myû en Enfer. C-17 vient chercher sa sœur pour lui proposer de se joindre à lui, mais celle-ci est ramenée à la raison par Krilin et refuse. C-17 tue alors Krilin et tente de s'en prendre à leur fille, Maron. C-18 se jette alors sur lui, en larmes et désespérée par la mort de son époux, mais elle n'arrive pas à le vaincre, et se fait violemment blesser par un Ki surpuissant de son frère. Elle rampe alors auprès de Krilin, mourante après lui avoir murmuré qu'elle l'aimait. Elle réussit finalement à échapper à la mort et vient même ensuite en aide à Son Goku qui combat Super C-17 et semblait en fâcheuse posture, et surnourrit ce dernier en le bombardant de rafales d'énergie. Alors que Super C-17 absorbe toute cette énergie, il baisse sa garde, ce qui permet à Son Goku d'attaquer à nouveau et de le vaincre.

## Description

### À propos du nom
L’auteur a dévoilé le véritable nom de C-18, qui est Lazuli, en référence à la pierre semi-précieuse de couleur bleue lapis-lazuli.

### Famille
Elle a pour frère jumeau C-17. Elle se marie avec Krilin et a une fille Marron.

### Physique
Initialement humaine, C-18 est transformée en cyborg. C-18 est de taille moyenne. Elle est blonde aux yeux bleus et aux cheveux mi-longs qu'elle coiffe derrière son oreille gauche. Dans Dragon Ball GT, elle porte une coupe de cheveux plus courte. Elle semble ne pas être affectée par l'âge et présente, de son apparition à la fin de la série, un physique de jeune adulte.

### Techniques
- Buku Jutsu
- Kikoha
- Kienzan

## Œuvres où le personnage apparaît

### Manga
- 1984 : Dragon Ball

### Séries
- 1989 : Dragon Ball Z
- 1996 : Dragon Ball GT
- 2009 : Dragon Ball Z Kai
- 2015 : Dragon Ball Super

### Films
- 1994 : Dragon Ball Z : Attaque Super Warrior !
- 2008 : Dragon Ball : Salut ! Son Gokû et ses amis sont de retour !!
- 2013 : Dragon Ball Z: Battle of Gods
- 2015 : Dragon Ball Z : La Résurrection de ‘F’

### TV Special
- 1993 : Dragon Ball Z : L’Histoire de Trunks

### Jeux vidéo
C-18 apparaît dans la quasi-totalité des jeux vidéo Dragon Ball, à l'exception de Dragon Ball Z 2 : La Légende Saien, Dragon Ball Z: Hyper Dimension sur Super Nintendo et Dragon Ball: Final Bout sur PlayStation.
Elle apparaît aussi dans le jeu d'arcade Dragon Ball Heroes, dans la « God Mission 5 », où elle est fusionnée de force avec Super C-17 par Towa. Super C-17 apparaît alors avec des cheveux blonds et coiffés de la même manière que C-18 dans Dragon Ball Z et est appelé « Super C-17 (C-18 absorbée) ».
Elle est également présente dans le jeu "Dragon Ball FighterZ"